# Hair Show
Hair Show é um filme de 2004 do gênero comedia, dirigido por Leslie e que tem como elenco Mo'Nique e Kellita Smith.

## Enredo
Peaches (Mo'Nique), uma cabeleireira de Baltimore, e sua irmã , Angela (Kellita Smith), a proprietária de um salão de luxo em Beverly Hills, se reencontra quando Peaches decide participar de uma celebração para Angela em Los Angeles. A reunião é agravável e piora quando Angela descobre que Peaches está no funcionamento do IRS e só tem 60 dias para pagar US $ 50.000 em impostos atrasados. Depois de alguns momentos hilariantes , as duas irmãs se unem para lutar contra um proprietário do salão rival traquina Marcella (Gina Torres) e salvar Peaches de seus problemas competindo por um prêmio em dinheiro lucrativo e divulgação dos direitos na mostra anual de cabeleireiro da cidade.

## Elenco
- Mo'Nique como Patricia "Peaches" Whittaker
- Kellita Smith como  Angella "Angelle" Whittaker
- Gina Torres  como  Marcella
- David Ramsey  como  Cliff
- Taraji P. Henson como  Tiffany
- Keiko Agena como Jun Ni
- Cee Cee Michaela como  Simone
- Joe Torry como Brian
- Andre B. Blake como Gianni
- Bryce Wilson como Drake
- Vivica A. Fox como Herself
- Tommy "Tiny" Lister Jr como Agente Little
- Tom Virtue como Agente Scott
- Reagan Gomez-Preston  como Fiona
- James Avery  como Seymour Gold

## Recepção

### Critica
Comentários do filme foram, em geral negativa, conquistando 15% no Rotten Tomatoes No Metacritic, o filme mantém uma pontuação de 34 em 100, com base em 8 críticos, indicando "revisões geralmente desfavoráveis".

### Bilheteria
O filme foi um fracasso de bilheteria, arrecadando apenas $ 305.281.

## Prêmios e indicações
2005 BET Comedy Awards
- Diretor excelente para um filme cinematográfico - Leslie Small
- Melhor Atriz em um filme cinematográfico - Mo'Nique
- Escrita excelente para um filme cinematográfico - Andrea Allen-Wiley, Devon Watkins, Sherri A. McGee

## Ligações Externas
- Hair Show no AllMovie (em inglês)
- Hair Show. no IMDb.